# Lo Scarabeo
Lo Scarabeo è un'azienda italiana che produce tarocchi antichi e moderni, carte da gioco tradizionali e artistiche e da divinazione, giochi per ragazzi e manuali new Age.

## Storia
L'azienda è stata fondata da Pietro Alligo nel 1987 a Torino, dove ha tuttora la sua sede, in via Cigna 110.
In più di venticinque anni è diventata uno dei due primi produttori al mondo di tarocchi, realizzando tra l'altro quasi duecento nuovi mazzi di carte divinatorie, molti dei quali dipinti da maestri dell'illustrazione come Lele Luzzati, Ferenc Pinter, Giorgio Trevisan, Severino Baraldi, Giacinto Gaudenzi, Iassen Ghiuselev e Atanas Atanassov, grandi fumettisti come Hugo Pratt, Milo Manara, Benito Jacovitti, Sergio Zaniboni, Angelo Stano, Giancarlo Alessandrini, Nicola Mari, Marco Nizzoli e Giuseppe Palumbo.
Alla base dei mazzi c'è sempre un progetto dettagliato, a volte realizzato dai singoli autori, altre volte affidato a scrittori di fama come Giordano Berti o ad autori di fumetti come Alfredo Castelli, Bepi Vigna e Manfredi Toraldo.